# Claudia Testoni
Claudia Testoni   (Bolonya, 19 de desembre de 1915 - Càller, 17 de juliol de 1998) va ser una atleta italiana, especialista en curses de velocitat i tanques, que va competir durant la dècada de 1930.
El 1936 va prendre part en els Jocs Olímpics de Berlín, on va disputar tres proves del programa d'atletisme. En els 80 metres tanques i el 4x100 metres, fou quarta, mentre en els 100 metres quedà eliminada en sèries.
En el seu palmarès destaquen una medalla d'or en els 80 metres tanques al Campionat d'Europa d'atletisme de 1938 i 19 campionats nacionals en 60, 80, 100 i 200 metres llisos, 80 metres tanques i salt de llargada. Va posseir el rècord del món dels 80 metres tanques entre 1939 i 1942.

## Millors marques
- 80 metres tanques. 11.3" (1939)
- 100 metres. 12.9" (1939)
- 200 metres. 25.5" (1937)
- Salt d'alçada. 1.54 metres (1936)
- Salt de llargada. 5.65 metres (1937)
- Llançament de pes. 10.35 metres (1936)[4]